# VMM-365
365ème Escadron d'hélicoptère de transport (USMC)
Le Marine Medium Tiltrotor Squadron 365 (ou VMM-365) est un escadron d'hélicoptère  à rotors basculants MV-22 Osprey du Corps des Marines des États-Unis. L'escadron, connu sous le nom de "Blue Knights" est stationné à la Marine Corps Air Station New River en Caroline du Nord et fait partie du Marine Aircraft Group 26 (MAG-26) et de la 2nd Marine Aircraft Wing (1st MAW).

## Mission
Le VMM-263 fournit un soutien d'assaut aux troupes de combat, des fournitures et l'équipement pendant les opérations amphibies et les opérations ultérieures à terre. De manière routinière, les escadrons VMM fournissent la base d'un élément de combat aérien (ACE) de n'importe quelle mission de la Force tactique terrestre et aérienne des Marines (MAGTF) qui peut inclure des tâches de soutien d'assaut conventionnel et des opérations spéciales ainsi que la récupération de personnel  ou l'évacuation de non-combattants.

## Historique

### Origine

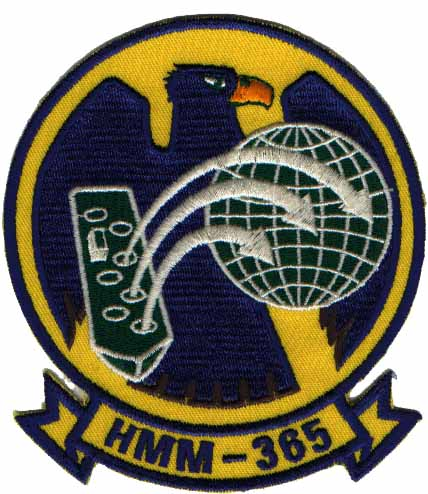
Insigne du HMM-365

Le Marine Medium Helicopter Squadron 365 (HMM-365) a été créé le 1er juillet 1963 au Marine Corps Air Facility Santa Ana, en Californie. Pilotant des UH-34D, la mission de l'escadron était de fournir un transport d'assaut de troupes et de marchandises à l'appui de la Fleet Marine Force lors des mouvements navire-terre. Le HMM-365 au Japon en août 1964 en préparation du déploiement de l'escadron au Sud-Vietnam. L'escadron est arrivé à la base aérienne de Da Nang le 7 octobre 1964 et a immédiatement commencé à effectuer des missions de réapprovisionnement à l'appui de l'Operation Shufly (en).
Le HMM-365 est redésigné VMM-365 le 15 janvier 2009 et fait sa transition pour le V-22 Osprey.

### Opérations

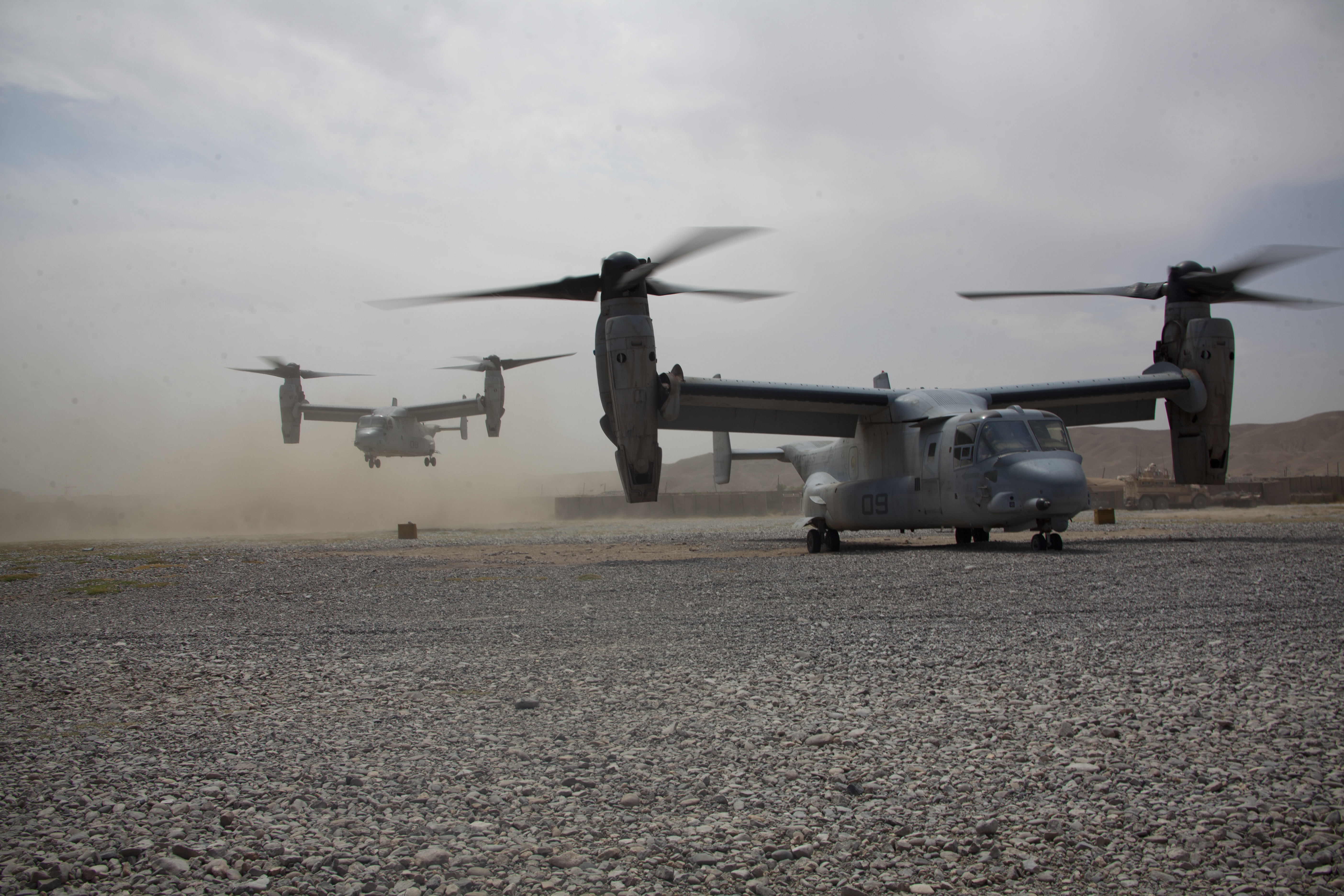
V-22 Osprey du VMM-365 en Afghanistan (2012)

- Guerre du Vietnam : L'escadron est resté au Vietnam jusqu'en 1965. Le 1er mars 1971, le HMM-365 a été désactivé.
- Années 1980 : Le HMM-365 est réactivé et équipé de l'hélicoptère CH-46 Sea Knight. Il est affecté au Marine Aircraft Group 29 en 1983.
- Guerre du Golfe : Opération Tempête du désert (1991)
- Bosnie-Herzégovine : Opération Decisive Endeavour (1996)
- Guerre du Kosovo : Opération Force alliée (1999) et Operation Shining Hope (en)
- Guerre contre le terrorisme : Opération Enduring Freedom...